# Cathie Shirriff
Cathie Shirriff (* 1948 in Toronto, Ontario) ist eine kanadische Schauspielerin.

## Leben
Shirriff hatte 1984 eine Hauptrolle in der kurzlebigen Sitcom Shaping Up und spielte unter anderem die Nancy in der britischen Horrorkomödie Vampira (1974), die Tessa Montgomery im Drama Covergirl (1984) sowie die Klingonin Valkris im ebenfalls 1984 erschienenen Science-Fiction-Film Star Trek III: Auf der Suche nach Mr. Spock. An der Seite von Jack Palance moderierte sie die erste Staffel der ABC Dokumentar-Fernsehserie Ripley’s Believe It or Not!. Ihre letzten Rollen übernahm sie Mitte der 1980er Jahre.

## Filmografie
- 1974: Vampira
- 1978: Wonder Woman (Fernsehserie, eine Folge)
- 1979: Stürzende Mauern (Friendships, Secrets and Lies, Fernsehfilm)
- 1979: She’s Dressed to Kill (Fernsehfilm)
- 1979: Hinter dem Rampenlicht (All That Jazz)
- 1980: Ladies’ Man (Fernsehserie, eine Folge)
- 1981: Magnum (Magnum, p.i., Fernsehserie, eine Folge)
- 1981: The Star Maker (Fernsehfilm)
- 1981: Lewis & Clark (Fernsehserie, eine Folge)
- 1982: Today’s F.B.I. (Fernsehserie, eine Folge)
- 1982: Tote kriegen keine Post (One Shoe Makes It Murder, Fernsehfilm)
- 1983: Taxi (Fernsehserie, eine Folge)
- 1984: Shaping Up (Fernsehserie, 5 Folgen)
- 1984: Covergirl
- 1984: Star Trek III: Auf der Suche nach Mr. Spock (Star Trek III: The Search for Spock)
- 1984: Airwolf (Fernsehserie, eine Folge)
- 1985: Trio mit vier Fäusten (Riptide, Fernsehserie, eine Folge)
- 1985: Murder in Space (Fernsehfilm)